# یوکو آسگامی
یوکو آسگامی (انگلیسی: Yōko Asagami; ۱۰ ژوئیهٔ ۱۹۵۲ – ) صداپیشگی در ژاپن، و بازیگر اهل ژاپن بود. وی از سال ۱۹۷۲ میلادی تاکنون مشغول فعالیت بوده‌است.